# Куланов, Саркул
Сарку́л Кула́нов (1903, Аулиеатинский уезд, Сырдарьинская область, Туркестанский край,  Российская империя — неизвестно, Казахская ССР) — старший табунщик колхоза имени Сталина Луговского района Джамбулской области, Казахская ССР. Герой Социалистического Труда (1948).

## Биография
Родился в 1908 году в крестьянской семье в одном из сельских населённых пунктов Аулиеатинского уезда. С раннего возраста трудился в сельском хозяйстве. С 1928 года — рабочий на строительстве Туркестано-Сибирской железной дороги. С 1930 года трудился табунщиком, старшим табунщиком в сельскохозяйственной артели имени Сталина (позднее — одноимённый колхоз) в родном ауле.
Ежегодно показывал высокие трудовые результаты в коневодстве. В 1947 году вырастил 54 жеребёнка от 54 кобыл. Указом Президиума Верховного Совета СССР от 23 июля 1948 года удостоен звания Героя Социалистического Труда за «получение высокой продуктивности животноводства в 1947 году» с вручением ордена Ленина и золотой медали «Серп и Молот» (№ 2516).
В последующем был назначен заведующим конефермой в этом же колхозе. Труженики фермы под его руководством ежегодно получали в среднем по 60 — 70 жеребят от каждой сотни конематок. В 1965 году на ферме вырастили 76 жеребят от сотни конематок.
Трудился в колхозе (позднее — колхоз «Путь коммунизма») до выхода на пенсию. Дата смерти не установлена.